# Zygophylax parapacificus
Zygophylax parapacificus är en nässeldjursart som beskrevs av Vervoort och Watson 2003. Zygophylax parapacificus ingår i släktet Zygophylax och familjen Lafoeidae. Inga underarter finns listade i Catalogue of Life.